# Лос Анкарес
Лос-Анкарес (на испански: Los Ancares; на галисийски: Os Ancares) е район (комарка) в Испания, част от провинция Луго на автономната област Галисия. Населението е около 12 500 души.

## Общини в района
- Басереа
- Баралиа
- Сервантес
- Навиа де Суарна
- Пиедрафита дел Себреро